# Western Canal (Arizona)
Western Canal ist ein Kanal im Maricopa County im US-Bundesstaat Arizona.
Der Western Canal sammelt einige Bäche, die ursprünglich im Salt River endeten und leitet dieses Wasser in nördlicher Richtung ab. Das als Bewässerungskanalsystem für landwirtschaftliche Zwecke errichtete Kanalnetz verzweigt sich südlich der Stadt Mesa: der westliche Zweig bleibt als Western Canal erhalten, der östliche Zweig bildet den etwa 12 km langen Consolidated Canal, davon abgeleitete kleinere Bewässerungskanäle wurden dem Straßen- und Siedlungsausbau geopfert.
Der Kanal wurde in den Jahren 1912 und 1913 durch die Western Canal Construction Company errichtet und nahm 1913 den Betrieb auf.
Fast jährlich kam es infolge von Starkniederschlägen und des geringen Gefälles in den angrenzenden Stadtteilen zu Hochwasserereignissen.